# George Entwistle
George Entwistle (* 8. Juli 1962) ist ein britischer Medienmanager. Von September bis November 2012 war er Generaldirektor der BBC.  

## Leben
Entwistle wuchs in Yorkshire auf und besuchte die Silcoates School in Wakefield. Er studierte Philosophie und Politik an der University of Durham. Als Journalist begann er bei Haymarket Magazines und ging 1989 als Trainee zur britischen Rundfunkanstalt BBC.
Am 17. September 2012 wurde Entwistle als Nachfolger von Mark Thompson zum Generaldirektor der BBC ernannt. Im Rahmen von zwei Skandalen trat er bereits am 10. November wieder von diesem Posten zurück.
Die beiden Skandale:
- Im September 2012 berichtete der Fernsehsender ITV über Kindesmissbrauchs-Vorwürfe gegen Jimmy Savile, einen im Oktober 2011 verstorbenen BBC-Star. Im Anschluss kam es zu widersprüchlichen Erklärungen der BBC über die Gründe, aus denen ähnliche Recherchen der BBC-Sendung Newsnight im Dezember 2011 abgebrochen und eine geplante Sendung damals nicht ausgestrahlt worden war. Entwistle hatte zu dieser Zeit bereits eine leitende Position bei der BBC.[3]

- Am 2. November 2012 hatte die BBC in einem Bericht im Nachrichtenreport Newsnight fälschlich einen ehemaligen Politiker der Conservative Party („Tories“) des Kindesmissbrauchs bezichtigt.[3]

Entwistle bekam einen „goldenen Handschlag“ in Höhe eines Jahresgehaltes, namentlich 450.000 Pfund. Dies kritisierten unter anderem ein Sprecher des Premierministers und die Kulturministerin. 
Übergangs-Chef wurde Tim Davie. Am 22. November 2012 wurde Tony Hall, von 2001 bis 2012 Direktor des Royal Opera House in Covent Garden, zum neuen Generaldirektor der BBC ernannt.